# 特雷卡萨利
特雷卡萨利（義大利語：Trecasali），是意大利艾米利亚-罗马涅大区帕尔马省锡萨-特雷卡萨利市镇的一个分区。总面积29平方公里，人口3605人，人口密度124.3人/平方公里（2009年）。ISTAT代码为034043。
2014年1月1日，特雷卡萨利和锡萨合并为新的锡萨-特雷卡萨利市镇。